# Шлюб
Шлюб — як історично зумовлена узаконена державою й регульована суспільством форма людських взаємин, яка визначає їхні права та обов'язки щодо одне одного та дітей, тісно пов'язана з сім'єю, весільною обрядовістю. У більшості країн світу шлюб реєструють РАЦСи по досягненню людьми шлюбного віку з видачею свідоцтва про шлюб. Шлюб укладається для утворення сім'ї, народження дітей, спільного проживання і створення спільної власності. 
Шлюбні права та обов'язки включають майнові (як-от спільно набуте майно), батьківські (право на материнство та батьківство, право опіки, утримання та догляд за дітьми, аліменти) та особисті немайнові (право на розлучення). В Україні найпоширенішим є моногамний гетеросексуальний цивільний шлюб. Інші форми: церковний, одностатевий, полігамний, відкритий (вільний), бостонський, фактичний. Примусові, особливо дитячі, шлюби є однією з глобальних загроз здоров'ю жінок та дівчат. 
В Україні вступити в шлюб можуть дві неспоріднені між собою неодружені дієздатні людини (чоловік та жінка), які досягли 18 років, виявили взаємну добровільну згоду на шлюб та подали заяву в РАЦС. Ведеться також робота щодо впровадження цивільних партнерств для пар незалежно від статі. 
Укладення шлюбу називають одруженням жінки та чоловіка. У шлюбі - дружина та чоловік, а одружену пару — подружжям. 
Питання шлюбу регулюються Конституцією України та Сімейним кодексом України.

## Етимологія
Етимологічний словник української мови надає походження від пол. ślub «обітниця» або дав-рус. слюб «з'єднання за любов'ю». Між тим, у польській слово має лише значення «складення шлюбної присяги», та спільнокореневе zaślubiny «шлюбна церемонія або заручини» (другі частіше переносно), тоді як в українській «шлюб» — «родинний союз, співжиття чоловіка й жінки за взаємною згодою» і лише потім «клятвена обітниця, присяга».
Водночас в українській здавна побутує слово «слюб», як і спільнокореневе «злюбитися». Вираз «дати слюб» означає «повінчати» (у Грінченка «дати шлюб»), а не «дати обітницю» чи «дати клятву».

## Історія
В історичному розвитку шлюбу виділяють кілька етапів: 
1) За первіснообщинного ладу шлюбу не існувало. 
2) Стосунки екзогамії й групового шлюбу, 
3) З яких поступово виник спочатку парний шлюб (об'єднує лише одну пару), 
4) Потім патріархальна сім'я і з нею моногамний шлюб, що став економічним осередком суспільства.
Шлюб, захищений державою та суспільством, є основою сім'ї, тому він є предметом законодавства (а дружба, наприклад, ні).

## Види

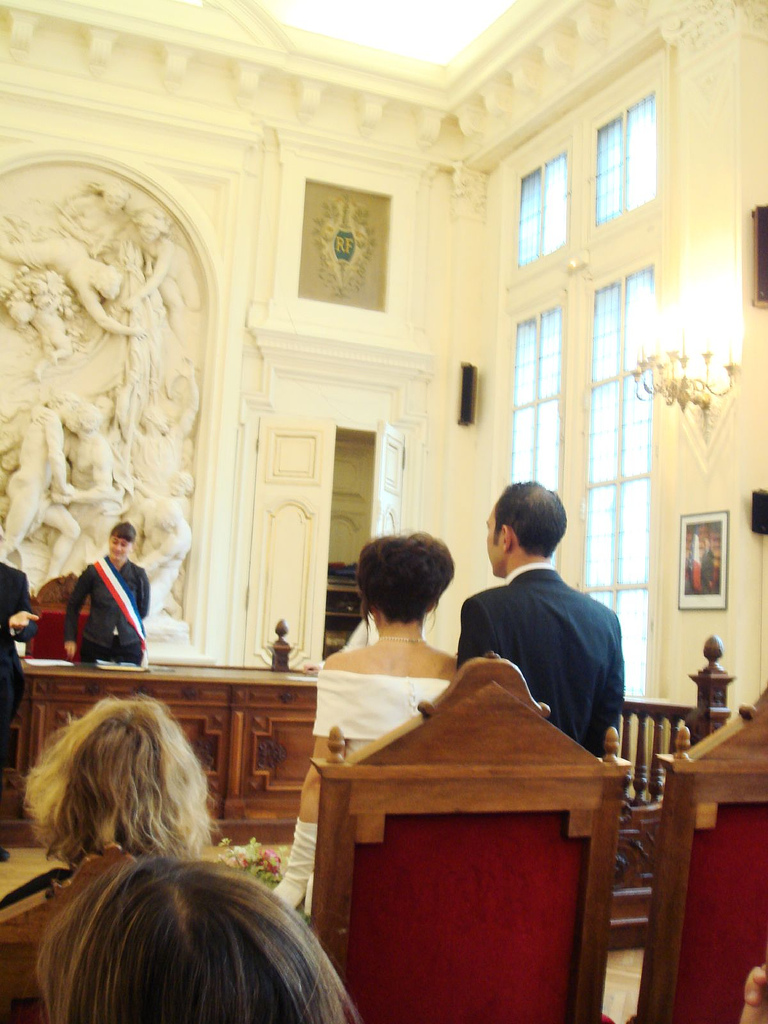
Укладення шлюбу (Франція)

Шлюб — сімейний союз двох людей (моногамний), або полігамний, який має два види: союз одного чоловіка і двох або кількох жінок (полігінний), однієї жінки і двох чи кількох чоловіків (поліандричний), закріплений законом або культурними традиціями.
Існують поняття церковного шлюбу й цивільного шлюбу. Хоча здебільшого люди, які вступають у церковний шлюб у сучасну епоху, вступають також у цивільний шлюб, але історично це було не обов'язковим. Церковний шлюб здійснюється за ритуалами відповідної релігії, цивільний — реєструють у державних установах.

### Моногамний шлюб
Моногамія — одношлюбність, форма шлюбу і сім'ї, в якій людина має тільки одного*-у) партнера(-ку) під час свого життя або в будь-який момент часу (послідовна моногамія), в порівнянні з багатоженством, багатомузтвом і поліаморією.
Шлюбна (сімейна) моногамія належить до шлюбних союзів, що складаються тільки з двох людей. Шлюбна моногамія може бути:
- шлюб один раз в житті,
- шлюб тільки з однією людиною одночасно (послідовна моногамія).

### Полігамний шлюб

Полігамія дозволена
Полігамія дозволена тільки мусульманам
Полігамія заборонена
Полігамія заборонена та карається

В деяких суспільствах була дозволена полігінія — шлюб між одним чоловіком і кількома жінками. Протилежна ситуація, коли одна жінка має кількох чоловіків, називається поліандрією.
Полігінія (багатоженство) — одночасний стан чоловіка в шлюбі з декількома жінками. Зазвичай такий шлюб укладається чоловіком з кожною з жінок окремо, причому можливі обмеження. У шаріаті є обмеження на кількість дружин — не більше чотирьох. Всі інші мешканки гарему дружинами не рахуються, проте у них є певні гарантії (від господаря гарему) визнання дитини в разі її народження. У сучасному світі багатоженство офіційно дозволено в декількох десятках держав мусульманського світу і деяких немусульманських країнах Африки (наприклад, ПАР).
Поліандрія — одночасний стан жінки в шлюбі з декількома чоловіками. Зустрічається рідко, наприклад, у народів Тибету, Гавайських островів. Сліди поліандрії помічені в «Магабгараті».

### Цивільний шлюб
Зареєстрований цивільний шлюб — шлюб, оформлений у відповідних органах державної влади без участі церкви. В Україні єдино можливий вид шлюбу, на який поширюється цивільне право. Не слід плутати з незареєстрованим шлюбом, який у розмовній мові часто помилково називається громадянським.
Найважливіші питання шлюбних і сімейних відносин регулюються законом — Сімейним кодексом, який визначає поняття шлюбу як сімейного союзу жінки та чоловіка, зареєстрованого у державному органі реєстрації актів цивільного стану (РАЦС). В Україні не вважається укладеним шлюб, який не зареєстрований в РАЦС, зокрема, з точки зору законодавства не є одруженими особи, які уклали шлюб в церковних установах — до його реєстрації в РАЦС. 

### Церковний шлюб

Статус одностатевих шлюбів і союзів у Європі:
----
Дозволені одностатеві шлюби
Інші реєстровані партнерства
Нереєстровані союзи де-факто
Одностатеві шлюби законодавчо не передбачені

У багатьох країнах вінчання (церковний шлюб) має юридичну силу, в деяких є єдиною легальною формою шлюбу. Інші держави (в тому числі і Україна) не визнають юридичної сили вінчання, тому священики перед його здійсненням вимагають провести реєстрацію в РАЦС.
Ніках — шлюб за законами ісламу, і в ньому часто дозволене багатоженство.

### Фактичний шлюб (співжиття)
Люди можуть проживати разом, утворюючи сім'ю, але не вступаючи в шлюб (фактичний шлюб). Незареєстрований шлюб (фактичні шлюбні відносини), часто званий «цивільним» — відносини між партнерами, не оформлені у встановленому законом порядку. Навіть при веденні спільного господарства та/або наявності спільних дітей (див. Цивільний шлюб) визнається не всіма релігійними напрямками. В СРСР юридично визнавався в 1926—1944 рр. 
Сімейним кодексом України від 10 січня 2002 року сімейні відносини між чоловіком і жінкою без укладання шлюбу значною мірою прирівняні до укладеного шлюбу (стаття 74). В Україні вільні сімейні стосунки, що не закріплені ані державою, ані релігійною спільнотою, часто помилково називають «цивільним шлюбом». Сімейний кодекс України від 10 січня 2002 року містить вираз «жінка та чоловік, які проживають однією сім'єю, але не перебувають у шлюбі між собою, або в будь-якому іншому шлюбі». Терміни «цивільний шлюб», «фактичний шлюб», «співжиття» в Сімейному кодексі України відсутні.

### Одностатеві шлюби
Одностатевий шлюб — шлюб між людьми однієї статі. Першою країною світу, що легалізувала в 2001 році одностатеві шлюби, стали Нідерланди. Одностатеві шлюби є повністю юридично визнаними в Аргентині, Бельгії, Канаді, Ісландії, Нідерландах, Норвегії, Португалії, Південній Африці, Іспанії, Швеції, Франції, США, Новій Зеландії, Данії, Бразилії, Уругваї, Люксембурзі, Фінляндії, Словенії, Ірландії, Німеччині. У Мексиці одностатеві пари можуть одружитися у Кінтана-Роо, Коауїлі, Чіуауа і Герреро, а також в Мехіко, але ці шлюби визнаються всіма мексиканськими штатами.

### Цивільні партнерства
Цивільні партнерства і союзи, що існують у багатьох країнах, не є шлюбом, але являють собою проміжну форму між зареєстрованим і фактичним шлюбом (співжиттям). Цивільні партнер(к)и, як правило, мають деякий перелік прав і обов'язків одне щодо одного, але їх правовий статус не зрівняний з подружжям. Цивільні партнерства зазвичай доступні як різностатевим, так і одностатевим парам, або тільки одностатевим, в цьому випадку вони є паралельною для звичайного гетеросексуального шлюбу формою реєстрації відносин.

### Примусові шлюби

#### Дитячі шлюби
Дитячий шлюб, згідно з визначенням ЮНІСЕФ — офіційно укладений шлюб або неофіційний союз з особою, яка не досягла 18 років. МОЗ США і деякі дослідники відносять до дитячого шлюбу також заручення малолітніх і їх одруження за рішенням суду при підлітковій вагітності.
При цьому в різних культурах і релігіях, у різних народів і в різні часи можна знайти несхожі уявлення про те, який шлюб слід вважати занадто рано і чому. Протягом багатьох століть ранні за сучасними уявленнями шлюби були цілком звичайною справою, допускалися релігією, законами і звичаями. І зараз в окремих країнах і регіонах мінімальний вік вступу в шлюб, встановлений законом, становить менше 18 років; в інших — вступ в шлюб до 18 років допускається за згодою батьків, у зв'язку з вагітністю або іншими особливими обставинами; по-третє — культурні традиції та релігійні встановлення можуть виявитися сильніше офіційних правових норм.
Законодавства сучасної ери, зокрема, українське, здебільшого передбачають рівні права та обов'язки подружжя. Однак права чоловіка та жінки у шлюбах світу дуже різняится. Навіть у державах, де проголошена рівність у шлюбі, суспільна мораль часто встановлює відмінні від закону норми поведінки одружених людей. Зазвичай мораль засуджує позашлюбний секс і нащадки, однак подружня зрада схвалюється для жінок, а сексуальність жінок контролюється (вимоги цноти, обряд комори, убивства честі, жіноче обрізання). В деяких суспільствах закон суворо карає дружин за зраду (особливо в шаріаті).
На шлюб впливають, мораль, політико-правові інститути та ін. 

## Шлюбний процес

### Шлюбний вік[en]
Згідно з Сімейним кодексом України (стаття 23) шлюбний вік для жінок та чоловіків — 18 років, однак за заявою особи, яка досягла 16 років, за рішенням суду може отримати право на шлюб, якщо встановлено, що це відповідає її інтересам. Орган державної реєстрації актів цивільного стану зобов'язаний ознайомити осіб, які подали заяву про реєстрацію шлюбу, з їхніми як майбутніх подружжя і батьків обов'язками та попередити про відповідальність за приховування перешкод до реєстрації шлюбу. 
Так, Перший і Другий Литовські статути визначали віком громадянського повноліття для чоловіків — 18, а для дівчат — 15 років, а Третій Статут знижує повноліття для дівчат до 13 років. Про дуже ранні шлюби, коли дівчата вступали в шлюб у 10 — 11 років, згадує Ян Ласицький. Його повідомлення, очевидно, більше стосується одного із пережитків давньої традиції — так званих змовин малолітніх, коли батьки зісватували своїх дітей з перспективою майбутнього шлюбу, укладаючи при цьому формальні договори. Іноді такі змовини завершувалися вінчанням. 

### Підготовка до подружнього життя
Існує, зокрема, в Україні, як світська, так і релігійна. Завдання програми — підготувати молодих людей до сімейного життя, навчити їх будувати здорові стосунки, щоб зменшити кількість розлучень та рівень домашнього насильства. Наречені можуть безкоштовно відбути спеціалізований курс після подання заяви в РАЦС. Програму проводять психологи, соціальні працівники та лікарі. Теми курсу стосуються сутності подружнього життя і взаємовідносин у сім'ї, психологічних проблем та їх подолання, криз у подружжі, планування родини. Передбачено зустрічі з батьками наречених. На тренінгах-курсах люди можуть краще пізнатися, з'ясувати важливі питання спільного життя (обов'язки у сім'ї, народження та кількість дітей, ставлення до кар'єри, розподіл репродуктивної роботи. На релігійних шлюбних підготовках розглядаються питання віри, покликання до подружжя, суті та змісту таїнства шлюбу, етики сексуального життя, дітонародження.

### Реєстрація шлюбу

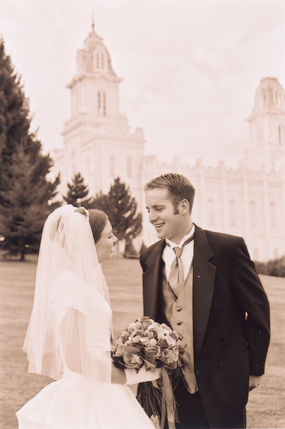
Щойно одружена пара

Умовами дійсності шлюбу в Україні є:
1. Шлюб може бути укладений лише між чоловіком та жінкою (ведеться робота щодо впровадження цивільних партнерств для пар незалежно від статі).
2. Досягнення обома людьми шлюбного віку (18 років для чоловіків та жінок) на день реєстрації шлюбу[13].
3. Цивільна дієздатність обох осіб.
4. Добровільність чоловіка і жінки на укладання шлюбу.
5. Одна людина може перебувати лише в одному шлюбі одночасно: для укладання нового шлюбу необхідно припинити будь-який раніше укладений шлюб.
6. У шлюбі між собою не можуть перебувати родичі прямої лінії споріднення (від яких людина безпосередньо походить), рідні (повнорідні, неповнорідні) брат і сестра, двоюрідні брат та сестра, рідні тітка, дядько та племінник, племінниця, усиновлювач та усиновлена ним дитина.

### Весілля
Юридично-звичаєвим актом, який скріплював шлюб, було весілля «з піснями й танцями», котре остаточно узаконювало подружжя в очах громади. До кінця XVI ст. традиційне українське весілля майже повністю зникає, однак релікти його ще довго зберігалися і в наступних століттях. (Див. Притули).
Кількість укладених шлюбів дуже чутлива до різних віянь і традицій. Шлюб може бути приурочений до круглої дати, наприклад, 07.07.2007, днів (День Валентина), високосного року тощо.

## Права та обов'язки у шлюбі
Основа шлюбу варіює в залежності від суспільства (романтичне кохання на Заході, розрахунок у бідніших суспільствах), але більшість шлюбних церемоній, контрактів і звичаїв включають набір прав і обов'язків, таких як турбота і захист, що полягають в продовженні роду і створенні спільної власності.

### Дошлюбне та шлюбне прізвище
В Україні, як і багатьох інших країнах, існує традиція зміни прізвища при вступі в шлюб. Здебільшого дружина бере прізвище чоловіка, чоловік також може взяти прізвище дружини, іноді утворюються подвійні прізвища. Особливим питанням є те, яке прізвище спадкують діти.

### Майнові права
В економічному значенні шлюб є майновою угодою. Майнові права подружжя встановлюються законом і значно відрізняються навіть у різних областях однієї країни. В деяких країнах при вступі у шлюб укладають шлюбний договір, який конкретно визначає права у шлюбі та при розлученні. У деяких країнах майно, придбане за час шлюбу, вважається спільним і при розлученні ділиться між колишнім подружжям, в інших країнах такого правила немає. У випадку розлучення суд може призначити виплату аліментів стороні, яка потрапляє при розлученні в скруту.

### Материнські та батьківські права
- Батьківські права та обов'язки, Право опіки, Аліменти

Дружина має право на материнство, чоловік на татівство: небажання чи неспроможність як чоловіка, так і дружини, мати дитину може бути причиною розірвання шлюбу. Вагітній дружині мають бути створені у сім’ї умови для збереження її здоров’я та народження здорової дитини, а дружині-матері — для поєднання материнства з реалізацією інших її прав та обов’язків.

### Подружня вірність
- Подружня зрада, Коханка

## Розірвання шлюбу

### Розлучення
В Україні незалежно від того, ділить подружжя майно чи ні, за розлученням належить звернутись до відділу РАЦС (Сімейний кодекс України, прийнятий 10.01.2004). Реєстрація розірвання шлюбу за взаємною згодою подружжя у випадку, передбаченому статтею 106 Сімейного кодексу України, провадиться на підставі їх письмової заяви, у якій повинно бути зазначено про відсутність у подружжя спільних дітей. У цих випадках оформлення розлучення і видача подружжю свідоцтва про розірвання шлюбу провадиться на підставі Постанови про розірвання шлюбу, що виноситься відділом реєстрації актів цивільного стану після закінчення одного місяця з дня подання подружжям заяви про розлучення, якщо вона не була відкликана.

### Вдівство
Шлюб припиняється або внаслідок розлучення або внаслідок смерті чоловіка або жінки. Після смерті чоловіка дружину називають вдовою, після смерті дружини чоловіка називають вдівцем.

## Шлюб у релігіях та епохах

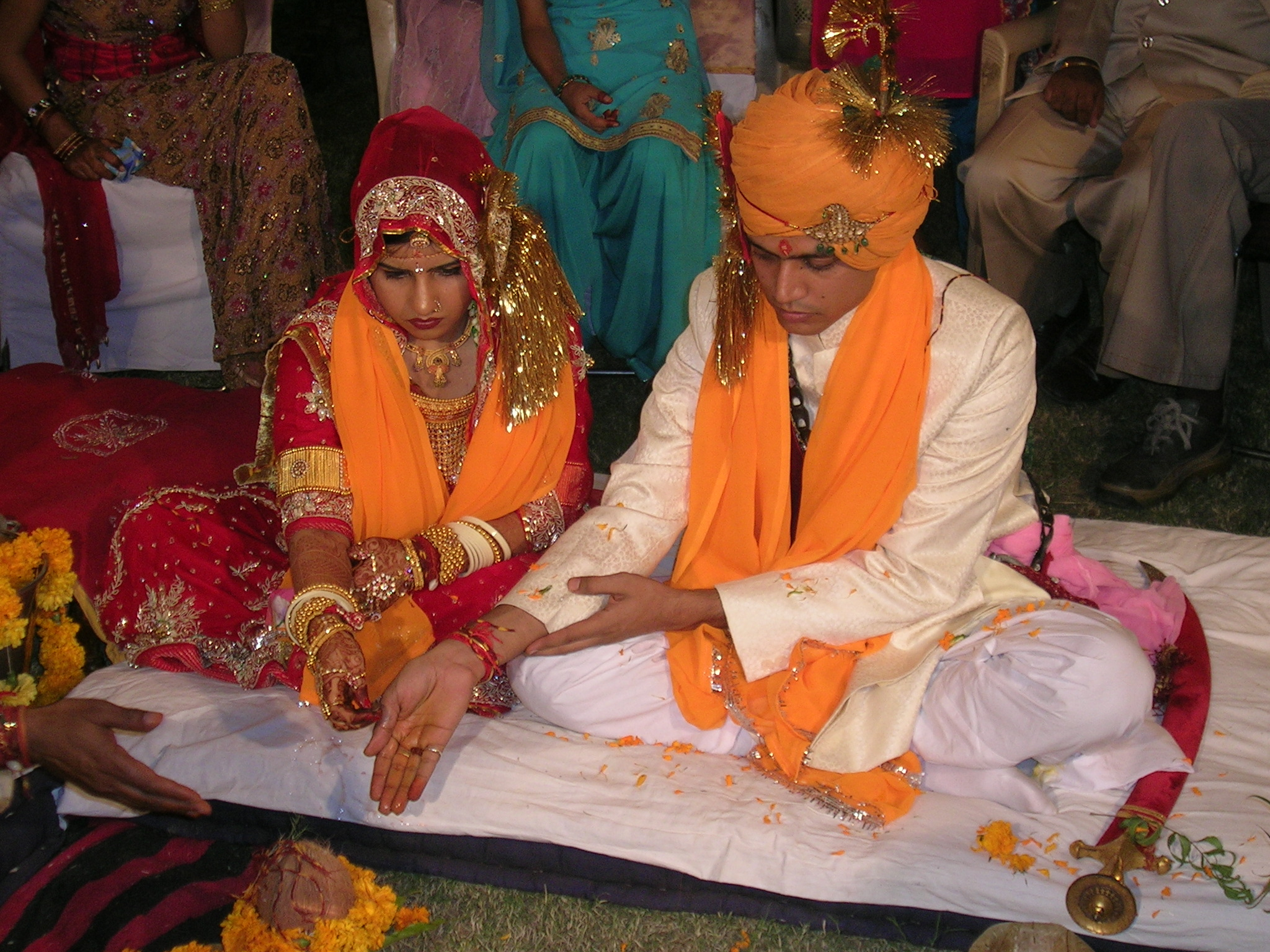
Шлюб в Індії

Див. Шлюб у Стародавньому Єгипті, Шлюб у Стародавній Греції, Шлюб у Стародавньому Римі.

Юдейська шлюбна церемонія

### Юдаїзм
Основна стаття: Шлюб в юдаїзмі
Юдаїзм розглядає шлюб як найбільш бажаний статус людини і бачить в ньому соціальну інституцію, створену Богом за часів творіння. За біблійними переказами, метою шлюбу є взаємодопомога між чоловіком і жінкою (Бут. 2:18), їх плотська близькість (Бут. 2:24) і продовження і збільшення роду людського (Бут. 1:28). Хоча в біблійні часи і була поширена полігамія, численні згадки однієї дружини дозволяють вважати, що моногамія була основною формою шлюбу. Неодноразово зустрічається в книгах пророків метафоричне порівняння відносин Бога і Ізраїлю (або Єрусалиму) з відносинами між нареченим і нареченою (Іс. 61:10, 62: 5) або чоловіком і дружиною (Іех. 16; Хош. 2) також мало у своїй основі моногамний шлюб, бо лише йому могла бути уподібнюючи зв'язок між Богом і єдиним обраним Їм народом.

### Християнство
Основна стаття: Церковний шлюб
Християнство вважає шлюб довічним союзом чоловіка і жінки. В християнстві використовується метафоричне порівняння відносин Сина Божого та Церкви з відносинами між подружжям.

### Іслам
Основна стаття: Шлюб в ісламі
Шлюбні відносини в ісламі засновані на принципах гласності, добровільності та обов'язковості сплати чоловіком подарунка (махр).

### Буддизм
Основна стаття: Буддизм
Порушення подружньої вірності є порушенням одного з принципів Вчення. В той же час шлюб як такий є виключно світським.